# Buster Benton
Arley "Buster" Benton (19 de julio de 1932-20 de enero de 1996)  fue un guitarrista y cantante de blues estadounidense. Tocó la guitarra en Blues All-Stars de Willie Dixon y es mejor conocido por su interpretación solista de la canción de Dixon "Spider in My Stew".  Benton era tenaz y, a pesar de la amputación de partes de ambas piernas en la última parte de su dilatada carrera, nunca dejó de tocar su propia versión del blues de Chicago. 

## Biografía
Nació el 19 de julio de 1932 en Texarkana, Arkansas. 
Mientras residía en Toledo, Ohio, a mediados de la década de 1950, y habiendo sido influenciado por Sam Cooke y BB King, Benton comenzó a tocar blues.  En 1959, dirigía su propia banda en Chicago .  Durante la década de 1960, los sellos discográficos locales Melloway, Alteen, Sonic y Twinight lanzaron varios sencillos de Benton. Sin embargo, debido a la falta de oportunidades a principios de la década de 1960, dejó de jugar profesionalmente durante varios años y trabajó como mecánico de automóviles.  Su trabajo anterior fue una amalgama de blues y soul. Según el periodista musical Bill Dahl, "a finales de la década de 1970, cuando la popularidad de la música blues estaba en su punto más bajo, las grabaciones de Benton, particularmente para Ronn Records, fueron un soplo de aire fresco". 
Se unió a Blues All-Stars de Willie Dixon en 1971 y fue un miembro fijo de la banda durante algún tiempo.  Tocó en el álbum de 1973 The All Star Blues World of Maestro Willie Dixon and His Chicago Blues Band, publicado por Spivey Records.
Dixon fue acreditado como el compositor de la canción más conocida de Benton, "Spider in My Stew",  publicada por Jewel Records, con sede en Shreveport, Luisiana. Le dio a Benton un mínimo de fama, y su seguimiento de 1974, "El dinero es el nombre del juego", ayudó a cimentar su posición.  El álbum de Benton de 1978 para Ronn Records, filial de Jewel (también titulado Spider in My Stew ) fue reconocido como uno de los álbumes de blues de Chicago más atractivos de su época. 
Grabó tres álbumes más para Ichiban Records, pero en comparación con su trabajo en el sello Ronn, no tuvieron éxito comercial.  Uno de estos álbumes fue Money's the Name of the Game, producido por Gary B.B. Coleman y lanzado en 1989.  Benton también publicó un disco con el sello Blue Phoenix.  Su fortaleza no pasó desapercibida. Sufría de diabetes y recibió diálisis en los últimos años de su vida. En 1993 le amputaron parte de la pierna derecha como consecuencia de la mala circulación debido a la enfermedad; ya había perdido una parte de la otra pierna unos diez años antes. Siguió adelante, tocando su estilo de blues hasta su muerte.  Sin embargo, como escribió el periodista musical Tony Russell, Benton "nunca encontró otra araña del dinero". 
Murió en enero de 1996, en Chicago,   por los efectos de la diabetes, a los 63 años.
Su trabajo ha sido incluido en varios álbumes recopilatorios, entre ellos Chicago Blues Festival: 1969–1986 (2001). 

## Discografía
- Spider in My Stew (Ronn, 1978)
- Blues Buster (Red Lightnin', 1979)
- Buster Benton Is the Feeling (Ronn, 1980)
- First Time in Europe (Blue Phoenix, 1983)
- Why Me (Ichiban, 1988)
- Money's the Name of the Game (Ichiban, 1989)
- I Like to Hear My Guitar Sing (Ichiban, 1991)
- Blues at the Top (Evidence Music, 1993)
- That's the Reason (Ronn, 1997)
- Blues and Trouble (Black & Blue, 2002)[8]